# Édouard Brissaud
Nascido em França, Édouard Brissaud (15 de abril de 1852 - 20 de dezembro de 1909) era conhecido como o neurologista dos neurologistas, apesar de anteriormente se ter notabilizado como neuropatologista. Frequentou a escola de Jean Martin Charcot (1825-1893) e de Charles Lasègue (1816-1883). 